# Sharknado: The Video Game
Sharknado: The Video Game es un videojuego endless running de 2014 desarrollado por Other Ocean Interactive y publicado por Majesco Entertainment para iOS. El juego está basado en la película de 2014 Sharknado 2: The Second One.

## Jugabilidad
Los jugadores controlan las acciones del personaje principal, Fin Shepard, que corre por varias zonas de la ciudad de Nueva York infestada de tiburones. Mientras corre, los jugadores deben hacer que Fin entre y salga de tres carriles diferentes mientras encuentran varios obstáculos, como barricadas, automóviles y tiburones. Fin puede matar tiburones con una variedad de armas y algunos niveles requieren que el jugador mate una cierta cantidad de tiburones antes de continuar. Cada nivel tiene tres partes: un segmento de carrera callejera, un segmento de surf y una pelea de jefe con un tiburón. Durante cada nivel, los jugadores pueden hacer cosas como comprar mejoras y ampliar su juego después de la muerte usando oro o chum, que está disponible durante el juego o mediante microtransacciones. Después de completar con éxito un nivel, los jugadores pasaban a un nuevo nivel con la misma ambientación, pero con mayor dificultad.

## Lanzamiento
El juego se anunció el 10 de julio de 2014. Jeff Li, vicepresidente de Syfy, dijo que su "única misión era sacar un juego antes o en el momento de la segunda película". "No le dimos mucho tiempo al desarrollador del juego. Normalmente quieren más de un año, pero aquí dijimos que tenemos que sacar un juego de calidad para que pueda aprovechar la ola de Sharknado 2". Según The Hollywood Reporter, si el juego es un éxito, probablemente pasarán a otro juego para consolas.

## Recepción
La recepción crítica de Sharknado: The Video Game ha sido predominantemente negativa. IGN le dio una calificación de 5.5 y escribió: "El tono ridículo de Sharknado, los controles estrictos y las compras respetuosas dentro de la aplicación hacen que sea bueno jugar por un tiempo. Pero una vez que La novedad desaparece y tocas el mismo nivel (y escuchas la misma canción) docenas de veces, no queda mucho en qué hincarle el diente". Hardcore Gamer criticó duramente el juego y comentó: "Como juego basado en una película que literalmente aspira a ser horrible, no alcanza su objetivo. Así de fracaso es este juego. Es tan perezoso hecho que ni siquiera puede entrar en el reino de lo épico, increíblemente malo. Es simplemente un corredor interminable, aburrido y corriente, sin suficientes ideas para ser siquiera terrible".